# Enganyapastors alablanc
L'enganyapastors alablanc (Eleothreptus candicans) és una espècie d'ocell caprimulgiforme de la família Caprimulgidae molt rara d'Amèrica del Sud. És un ocell nocturn, rar i amenaçat, dels pasturatges del Tancat de la regió central de Sud-amèrica, especialista en àrees recentment cremades.
Amb altres dos enganyapastors, primer es va col·locar al gènere Thermochalcis que més tard es va fusionar amb Caprimulgus. Des de principis de la dècada de 2010 s'ha col·locat en el seu gènere actual Eleothreptus, que comparteix amb l'alba de falç (E. anomalus). És monotípic.
El seu nom vulgar en català «enganyapastors» igual com el nom científic anterior caprimulgus («què munyeix les cabres») prové de «l'antiga creença que entraven als estables i xuclaven la llet de les mamelles de les cabres».